# Joseph Zen
Pour les articles homonymes, voir Zen (homonymie).
Joseph Zen Ze-kiun (écrit en caractères chinois : 陳日君 ; prononcé en shanghaïen : [zəɲ zəʔ tɕyəɲ] ; transcrit en pinyin du mandarin : Chen Rijun), né le 13 janvier 1932 à Shanghai (alors en République de Chine), est un cardinal chinois, salésien et évêque émérite de Hong Kong.
Favorable à la démocratie, il est l'un des principaux opposants au régime communiste chinois.

## Biographie

### Enfance (1932-1961)
Joseph Zen Ze-kiun, surnommé Joseph Zen, est né dans une famille catholique à Shanghai en 1932. Il entre chez les salésiens comme aspirant à l’âge de 12 ans en 1944. Il fuit Shanghai pour Hong Kong en 1948, avant l’arrivée de Mao Zedong et des communistes au pouvoir. À Hong Kong il poursuit ses études dans le petit séminaire salésien afin de devenir prêtre. Il est envoyé alors à Milan (Italie) pour poursuivre ses études.

### Prêtre (1961-1996)
Il est ordonné prêtre à Turin le 11 février 1961. Il obtient son doctorat en philosophie à l’Université pontificale salésienne de Rome en 1964.
Il revient alors à Hong Kong où il devient professeur, à partir de 1971, au séminaire du Saint-Esprit. De 1976 à 1978, il est le principal de l'Instituto Salesiano à Macao. Élu supérieur de la province chinoise des salésiens en 1978, il retourne au séminaire diocésain en 1984 où il devient directeur du premier cycle d’études jusqu’en 1991.
De 1989 à 1996, pendant la période d’ouverture de la Chine, Joseph Zen est le premier prêtre chinois de Hong Kong à pouvoir enseigner dans les séminaires « officiels » du continent, mais aussi dans les séminaires clandestins. Il passe ainsi chaque année 6 mois en république populaire de Chine, où il acquiert une grande connaissance de la réalité du catholicisme en Chine.

### Évêque et célébrité (depuis 1996)

#### Évêque
Le 9 décembre 1996, le pape Jean-Paul II le nomme évêque coadjuteur de Hong Kong, en même temps que John Tong Hon, nommé évêque auxiliaire du diocèse. Le pape le nomme afin qu’il joue un rôle de pont entre l’Église catholique chinoise et l’Église universelle.
À la mort du cardinal John Baptist Wu Cheng-Chung en 2002, Jean-Paul II le nomme évêque de Hong-Kong.
En septembre 2000, lors de la canonisation des 120 martyrs de l’Église de Chine par Rome, il fit paraître des articles afin de défendre le Vatican et expliquer la position du Saint-Siège alors que Pékin contestait cette canonisation.
En février 2001, le gouverneur de Hong Kong déclare que le Falun Gong était un « mouvement qui avait plus ou moins les caractéristiques d'un culte diabolique ». En réaction, Joseph Zen considère la qualification de culte diabolique pour le Falun Gong comme très préoccupant, « non seulement pour le Mouvement lui-même, mais pour nous tous ». Ainsi l'Eglise catholique chinoise non officielle pourrait, être cataloguée comme culte diabolique elle aussi.
Joseph Zen a toujours bénéficié de la part du Vatican d’un soutien constant : Jean-Paul II l’a nommé membre du conseil post-synodal, à la suite du synode des évêques pour l’Asie en 1998. Benoît XVI l’a lui aussi nommé membre du conseil post-synodal du synode pour l’Eucharistie (à Rome en octobre 2005). Il a aussi été nommé en 2005 membre de la Congrégation pour le culte divin et la discipline des sacrements.
Il se retire de sa charge épiscopale le 15 avril 2009. John Tong Hon lui succède à la tête du diocèse

#### Défense de la démocratie
Quelques mois après sa prise de fonction, en mai 1997, Joseph Zen accompagne la délégation de responsables politiques et religieux de Hong Kong à Pékin avant la rétrocession. Il obtient très vite une image de défenseur de la démocratie et des libertés individuelles, critiquant les possibles restrictions de libertés individuelles à Hong Kong. Il n’hésite ainsi pas à dénoncer les injustices et les frustrations des Hongkongais en convoquant la presse.
Il a ainsi défendu le droit au regroupement familial pour les Chinois du continent installés à Hong Kong. Aussi en 2002, il a été élu le personnage le plus populaire d'Hong Kong par le journal Apple Daily.
En 2003, il est l’un des plus virulents opposants à la législation dite anti-subversion, la dénonçant comme potentiellement liberticide et demandant aux catholiques hongkongais de défendre la démocratie. En juillet 2003, il semble en partie crédité du succès de la manifestation (500 000 personnes dans les rues de Hongkong). En décembre 2004, il s’engage devant la justice hongkongaise pour s’opposer à une loi sur l’éducation, jugée menaçante pour la tutelle qu’elle pourrait exercer sur l’Église.
Ses prises de paroles ont eu pour conséquence de rendre les relations entre le gouvernement chinois et l’évêque très tendues. Il a aussi été critiqué par l’Association patriotique des catholiques (l’Église officielle de Chine) pour son rôle politique, mais aussi par des catholiques hongkongais qui se disent inquiets de l’image de l’Église, position qu’il critique fortement : « Ceux qui disent qu'un prêtre doit s'en tenir à la prière n'ont rien compris à ce qu'est l'Église ».
Il fait partie des soutiens des manifestations de 2014 à Hong Kong. Il est arrêté en mai 2022, en même temps que d'autres militants pro-démocratie hongkongais. Le Saint-Siège déclare avoir « appris avec inquiétude la nouvelle de l'arrestation du cardinal Zen », et suivre avec attention la situation. Son procès s'ouvre le 24 mai. Accusé de « conspiration de collusion avec des forces étrangères », notamment pour avoir créé, avec en autres Denise Ho, le fond d'aide « 612 Humanitarian Relief Fund », aujourd'hui dissous, destiné à financer une partie des frais judiciaires et médicaux des personnes arrêtées lors des gigantesques manifestations pro-démocratie de 2019. Il plaide non coupable. Le tribunal ne retient que le défaut d'enregistrement de fonds à la police. Il est condamné le 25 novembre 2022 à 500 € d'amende, une peine considérée comme relativement légère mais qui illustre la volonté de Pékin de sanctionner les militants hongkongais.

#### Cardinal
Le pape Benoît XVI le crée cardinal lors du consistoire du 24 mars 2006, il devient ainsi le sixième cardinal chinois de l’histoire.
Son nom était souvent cité comme étant le possible nom du cardinal « in pectore », nommé par le pape Jean-Paul II lors de son consistoire en octobre 2003, nom qui n'a pas été révélé avant la mort de ce dernier en 2005.
Sa nomination est accueillie avec réserve par le gouvernement chinois. Il a un rôle très important dans les relations entre le Vatican et la Chine, étant très écouté par le pape, bien que le gouvernement chinois refuse qu'il soit le représentant officiel du Vatican.
Lors du Carême 2008, les méditations du carême ont été confiées par le pape Benoit XVI au cardinal Zen.
Le 5 avril 2008, à 76 ans, il confirme à la presse qu'un pacemaker lui a été implanté pendant la semaine sainte. Il rappelle qu'il a émis le souhait d'être déchargé de ses responsabilités depuis l'âge de 74 ans.
Il atteint les quatre-vingts ans le 13 janvier 2012, ce qui l'empêche de prendre part aux votes des conclaves de 2013 (élection de François) et de 2025 (élection de Léon XIV).

## Prises de position

### Relation entre le Vatican et la république populaire de Chine
Deux mois après sa nomination en tant que cardinal, Joseph Zen va critiquer fortement l’association patriotique des catholiques qui consacre sans l’aval de Rome des évêques. Joseph Zen y voit la duplicité de Pékin et affirme «personnellement» qu’il s’agit «d'une épreuve de force, d'une tentative pour faire voir que le gouvernement contrôle l'Église», affirmant que l’association patriotique chinoise «fomentait la dissension entre le gouvernement chinois et le Vatican». Il a ainsi usé de son influence dans le dossier de l’Église de Chine, repris en main par le Vatican, allant jusqu’à menacer de cesser les débuts de relations entre le Vatican et la Chine si de nouveaux évêques étaient consacrés, adoptant ainsi une attitude de fermeté envers le régime de Pékin. Ainsi certains affirment que la lettre de Benoît XVI aux catholiques de Chine aurait été écrite en suivant certains de ses conseils.
À la suite de la lettre du pape Benoit XVI, qui demande une unité des catholiques de Chine, et notamment une communion en commun, Joseph Zen demande, le 22 septembre 2007, que le Vatican publie les noms des évêques de Chine en communion avec Rome. «Les noms des évêques chinois en communion avec le pape ne pouvaient pas être trop connus dans le passé, sinon ils auraient été mis en prison. Maintenant, le Vatican devrait songer à publier leurs noms.».
Dans le courant de 2016, il se montre de plus en plus critique devant l'avancée des négociations entre le Vatican et la Chine. Dans une lettre datée du 16 août et publiée sur le site de Institut pontifical pour les Missions étrangères, il écrit notamment: «Dans notre acceptation des dispositions de Rome, il y a une limite, celle de la conscience. Nous ne pouvons pas suivre cet éventuel accord dans ce qui semble à la conscience manifestement contraire à la foi catholique authentique. François a souvent défendu le droit à l'objection de conscience; et puis, un jésuite, qui confie les choses les plus délicates au discernement personnel, ne niera pas ce droit à ses enfants.».
Le 22 septembre 2018, l'aboutissement d'un premier accord avec ce dernier et la république populaire de Chine, qui ouvre la porte aux nominations d'évêques reconnus par les deux entités, pousse le cardinal à demander la démission du cardinal secrétaire d'État Pietro Parolin. Joseph Zen accuse le cardinal de « vendre l'Église catholique au gouvernement communiste ». Interviewé par l'historien Yves Chiron (Valeurs actuelles, 1er novembre 2018) il estime que l'accord est une « trahison » et affirme : « Par amour pour mon peuple, je ne me tairai pas ». Le pape François se porte à la défense du cardinal Parolin en expliquant que ce dernier avait son appui dans cette affaire.

### Synode sur la synodalité
En juillet 2023, le cardinal Zen fait partie des cinq cardinaux conservateurs provenant de 5 continents différents (avec Brandmüller, Burke, Íñiguez, Sarah) qui envoient 5 dubia (questions exprimant des « doutes ») au pape François. Les sujets en question sont l'intangibilité de la Révélation, les bénédictions d'unions homosexuelles, l'autorité du synode à venir, l'ordination sacerdotale des femmes, et l'importance du repentir pour la confession. La première réponse du pape du 11 juillet ne leur semblant pas assez claire, ils adressent un nouveau courrier au pape le 21 août. Sans nouvelle réponse du pape, ils publient leur second courrier le 2 octobre et le même jour le Vatican rend publique la réponse du pape du 11 juillet,.
Le 21 septembre 2023, il envoie une lettre à tous les évêques et cardinaux participant au synode sur la synodalité, les mettant en garde contre les défaillances systémiques du synode.
Le 30 avril 2025, lors de son intervention en congrégation générale préparant le conclave de 2025, il déclare qu'un des enjeux principaux du conclave est de désigner celui qui décidera de la poursuite ou de l'arrêt définitif du synode sur la synodalité, qui serait une question de vie ou de mort pour l'Eglise telle qu'elle a été fondée par Jésus.

### Citations
- Le cardinal Zen a déclaré représenter « le grand peuple chinois, qui souffre encore pour la foi catholique » .
- Entrevue au journal Le Figaro le 26 juin 2007 : «— À Hongkong même, on vous reproche parfois d'être trop politique... — C'est mal connaître la doctrine de l'Église. La mission des évêques est de s'impliquer dans la société moderne et pour le bien des gens. Le Pape sait ce que je pense et c'est le sens qu'il a donné à ma nomination. La démocratie fait partie du message, mais elle peut recouvrir des réalités différentes à Hongkong et en Chine »[32].
- « Ceux qui disent qu'un prêtre doit s'en tenir à la prière n'ont rien compris à ce qu'est l'Église »[10].